# Риккенбах (Хотценвальд)
Риккенбах (нем. Rickenbach) — община в Германии, в земле Баден-Вюртемберг.
Подчиняется административному округу Фрайбург. Входит в состав района Вальдсхут. Население составляет 3868 человек (на 31 декабря 2010 года). Занимает площадь 34,65 км².